# Cirí de Los Sotos
Cirí de Los Sotos es un corregimiento del distrito de Capira en la provincia de Panamá Oeste, República de Panamá. La localidad tiene 2.288 habitantes (2010).